# Gene Simmons (album)
Pour le musicien, voir Gene Simmons.
Albums par Kiss
Paul Stanley
(1978) Dynasty
(1979)
Albums par Gene Simmons
Asshole
(2004)
Gene Simmons est le premier album solo de Gene Simmons, bassiste et chanteur du groupe américain Kiss, sorti le 18 septembre 1978. C'est l'un des quatre albums solos publiés par les membres de Kiss, tous la même année.
Sur cet album, Gene Simmons joue principalement de la guitare électrique et acoustique, laissant la basse à Neil Jason.
Le style de l'album est assez éloigné de celui de Kiss, avec un usage important de pianos, guitares acoustiques et de chœurs féminins dans les arrangements, ainsi qu'une influence notable de la pop-soul américaine dans les compositions.

## Titres
Toutes les pistes sont écrites & composées par Gene Simmons, sauf indication. See you in your dreams est une reprise du morceau enregistré par Kiss quelques années plus tôt sur l'album Rock and Roll Over. Quant à When You Wish upon a Star, il s'agit d'une chanson bien connue dans l'univers de Walt Disney, extraite de Pinocchio.
1. Radioactive – 3:50
2. Burning Up With Fever – 4:19
3. See You Tonite – 2:30
4. Tunnel of Love – 3:49
5. True Confessions – 3:30
6. Living In Sin (Simmons, Delaney, Marks) – 3:50
7. Always Near You/Nowhere to Hide – 4:12
8. Man of 1,000 Faces – 3:16
9. Mr. Make Believe – 4:00
10. See You In Your Dreams – 2:48
11. When You Wish upon a Star (Washington, Harline) – 2:44

## Formation
- Gene Simmons : guitare électrique, acoustique et chants
- Allen Schwartzberg : batterie
- Neil Jason : basse
- Elliott Randall : guitare

### Autres musiciens
- Chœurs : Gordon Grody, Diva Gray, Katey Sagal, Franny Eisenberg, Carolyn Ray, Sean Delaney
- Steve Lacey : guitare (piste 1)
- John Shane Howell : guitare classique
- Richard Gerstein : piano (pistes 5 & 7)
- Joe Perry : guitare (pistes 1 & 4)
- Eric Troyer : piano et chants (pistes 1 & 6)
- Rick Nielsen : guitare (piste 9)
- Jeff Baxter : guitare (pistes 2,3,4 & 8)
- Janis Ian : chœurs (piste 1) (Prélude)
- Bob Seger : chœurs (pistes 1 & 6)
- Donna Summer : chœurs (piste 2)
- Helen Reddy : chœurs (piste 5)
- Cher : conversation (appel téléphonique) (piste 6)
- Mitch Weissman & Joe Pecorino (Beatlemania) : chœurs (piste 3,7 & 8)
- Michael Des Barres : chœurs (piste 9)
- Ritchie Ranno : guitare (piste 4)
- The Azusa Citrus College Choir : (pistes 5 & 7)

| Chart       | Position |
| ----------- | -------- |
| États-Unis. | 22       |
| Japon       | 24       |
| Autriche    | 32       |
| Canada      | 1        |

## Charts
Album - Billboard (Amérique du Nord)
| Année | Chart      | Position |
| ----- | ---------- | -------- |
| 1978  | Pop Albums | 22       |

Singles - Billboard ( États-Unis)
| Année | Single        | Chart       | Position |
| ----- | ------------- | ----------- | -------- |
| 1978  | "Radioactive" | Pop Singles | 47       |

Singles - Billboard ( Canada)
| Année | Single        | Chart       | Position |
| ----- | ------------- | ----------- | -------- |
| 1978  | "Radioactive" | Pop Singles | 66       |

Singles - Billboard ( Royaume-Uni)
| Année | Single        | Chart       | Position |
| ----- | ------------- | ----------- | -------- |
| 1978  | "Radioactive" | Pop Singles | 41       |

| Industrie  | Certification | Ventes    |
| ---------- | ------------- | --------- |
| RIAA (USA) | Platine       | 1 000 000 |